# واکنش پومرانز–فریچ
واکنش پومرانز–فریچ(به انگلیسی: Pomeranz–Fritsch reaction)، همچنین حلقه‌زایی پومرانز–فریچ، یک نام واکنش در شیمی آلی است. این واکنش به افتخار پل فریچ (۱۹۵۹–۱۹۱۳) و سزار پومرانز (۱۸۶۰–۱۹۲۶) نامگذاری شده‌است. به طور کلی این واکنش سنتزی جهت تولید ایزوکینولین است.
واکنش زیر، سنتز ایزوکینولین از بنزآلدهید و ۲٬۲-دی‌آلکوکسی‌اتیل‌آمین و با استفاده از یک اسید را نشان می‌دهد.
گروه‌های مختلف آلکیل، به عنوان مثال گروه‌های متیل و اتیل، می‌توانند در جایگاه R قرار گیرند.

## سازوکار واکنش
سازوکار احتمالی این واکنش در زیر نشان داده شده‌است:

## کاربردها
به طور کلی واکنش پومرانز–فریچ در تولید مشتقات ایزوکینولین‌ها کاربرد دارد.

ایزوکینولین‌ها کاربردهای بسیاری دارند، از جمله:
- داروهای بی‌حسی موضعی مانند دی‌متیسوکین :

- وازودیلاتورها، یک نمونه معروف آن پاپاورین است که در زیر نشان داده شده‌است.